# Stetten unter Holstein
Stetten unter Holstein ist ein Stadtteil von Burladingen im Zollernalbkreis in Baden-Württemberg (Deutschland).

## Geographie
Stetten unter Holstein liegt im oberen Laucherttal, direkt am Oberlauf der Lauchert, unterhalb des Zusammenflusses der Lauchert mit der Erpf. Direkte Nachbarorte sind (im Uhrzeigersinn von Nord nach Süd) Erpfingen, Hörschwag, Burladingen und Melchingen.

## Geschichte
Stetten unter Holstein wurde 1275 erstmals urkundlich erwähnt. Die Adelsfamilie Hölnsteiner baute hier vermutlich zwei Burgen, eine unmittelbar nördlich des Friedhofes, die Burg Aufhofen, und die Burg Hölnstein. Graf Jobst Nikolaus von Zollern kaufte 1474 die Burg Hölnstein, zusätzlich erwarb er einen Teil des Dorfs. Die Grafschaft Zollern kaufte 1584 den verbliebenen Teil. 1660 hatte Stetten unter Holstein nur noch 21 Einwohner, nachdem während des Dreißigjährigen Kriegs fünf Familien nach Ungarn ausgewandert waren. Nachdem Hohenzollern-Hechingen und Hohenzollern-Sigmaringen 1850 an Preußen gefallen waren, entwickelte sich Stetten als Teil der Hohenzollerischen Lande wirtschaftlich; die Zahl der Einwohner stieg auf 446 im Jahr 1864 und auf 454 im Jahr 1895. 1908/1909 erhielt Stetten eine öffentliche Wasserversorgung, ab 1914 wurde die Gemeinde mit Elektrizität versorgt.
1959 wurde ein neues Schulhaus errichtet, 1961 bis 1963 die neue katholische Kirche St. Sylvester. Am 1. Januar 1973 verlor die Gemeinde ihre Selbstständigkeit und wurde nach Burladingen eingemeindet. In der Ortsmitte wurde 1977/1978 eine Turn- und Festhalle gebaut.

## Sehenswürdigkeiten

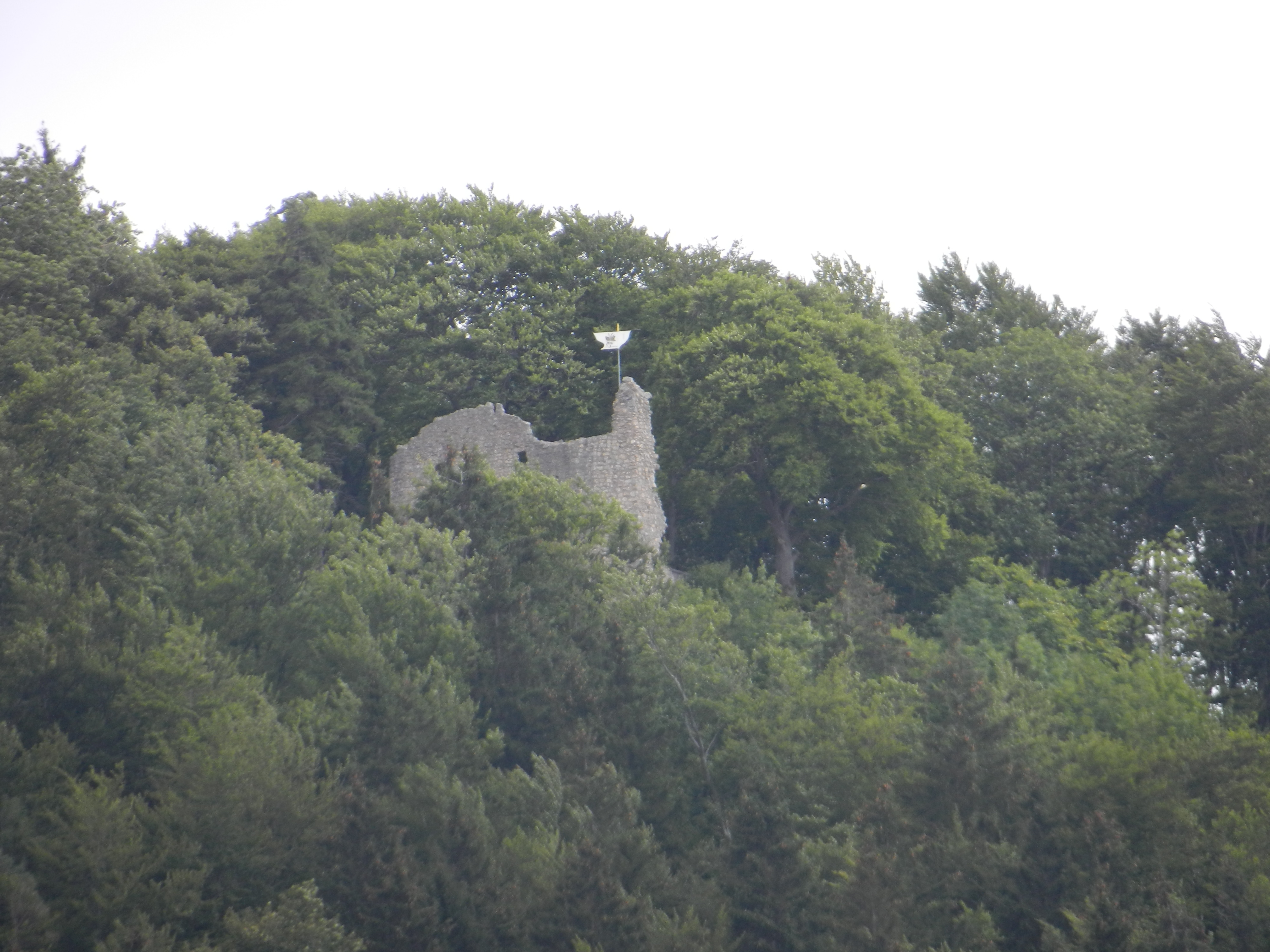
Burg Hölnstein

- Oberhalb von Stetten steht in östlicher Richtung auf etwa 818 m ü. NN die Burg Hölnstein, auch „Ruine Holstein“ genannt.
- Die Walzmühle, eine Sägemühle, liegt direkt an der Lauchert zwischen Stetten und Hörschwag. Sie war bis 2009 noch in Betrieb. Öffentlich zugänglich ist sie während des Sägefestes, das üblicherweise Ende Juni stattfindet.
- In der Nähe des Dorfangers ist eine instandgesetzte Widderanlage zu sehen, die früher zur Wasserversorgung genutzt wurde.
- Der ausgeschilderte Themenwanderweg „Rund ums Lauchertwasser“ führt entlang der Lauchert in Richtung Hörschwag. Er bietet einen Einblick in die Flora und Fauna des oberen Laucherttals.

## Naturdenkmäler
- Das Muetesloch (7621/03), auch Heilenbergschacht, Weiherhaldenhöhle, Wecherhaldenhöhle, Bärenhöhle, Höhle bei Stetten unter Holstein, Hans Muotesloch, Muotisloch, Wodansloch, Muotesgstank oder Ha[n]smutterlesgsta[n]k genannt, ist ein Natur- und Bodendenkmal.[3]
- Die Große Holsteinhöhle (7621/04b), auch Höhle unter der Ruine Holstein, Grotte im Holstein, Höhle bei Ruine Holstein oder Höhlstein-Kapelle genannt, ist ein Natur- und Bodendenkmal im Burgfelsen der Ruine Holstein.[4]
- Die Ungerhaldenhöhle (7621/18) ist ein Natur- und Bodendenkmal.[5]

## Veranstaltungen
Immer am 1. Mai findet ein „Regionaler Maimarkt an der Lauchert“ bei der Turn- und Festhalle sowie neben dem Spielplatz entlang der Lauchert und dem Dorfanger statt. Viele Angebote von regionalen Erzeugnissen und Dienstleistungen sind dort zu finden. Dieses öffentliche Fest wird seit 2008 abwechselnd von der Ortsgruppe des Albvereins Stetten unter Holstein 1978 und vom TV Stetten u. H. 1921 veranstaltet.

## Söhne und Töchter des Ortes
- Sebastian Locher (1825–1889), Lehrer und Heimatforscher